# Manuel Font de Anta
Manuel Font de Anta (Sevilla, 10 de diciembre de 1889-Madrid, 20 de noviembre de 1936) fue un compositor, pianista y director de orquesta español.

## Biografía
Era hijo del compositor Manuel Font Fernández de la Herranz, fundador de la Banda Municipal de Sevilla, y de Encarnación de Anta Álvarez y hermano de José Font de Anta, violinista y compositor.
Estudió con su propio padre, con los Maestros de Capilla de la catedral hispalense Vicente Ripollés y Eduardo Torres, y composición con Joaquín Turina.
Viajó por América, dando conciertos de piano y dirigiendo orquestas. Residía en Madrid cuando fue asesinado por brigadistas republicanos tres meses después del inicio de la Guerra Civil. Los brigadistas buscaban a su hijo, joven falangista, y al no encontrarlo, lo fusilaron a él sin causa ni juicio.

## Obras
En su momento fue conocido por la composición de innumerables canciones para las más famosas cantantes de la época, como Raquel Meller, La Argentinita, La Goya o Pastora Imperio. Compuso asimismo varias zarzuelas estrenadas en teatros madrileños durante los años 20 y comienzos de los 30, entre ellas Las muertes de Lopillo (Teatro de Apolo, 1925), con libreto de Serafín y Joaquín Álvarez Quintero.
En Sevilla es aún famoso por la composición de diferentes marchas procesionales para la Semana Santa: Camino del Calvario” (1905), Amarguras (1919), La Caridad (1915), o Soleá dame la mano (1918). Otras obras suyas destacables son: Suite Andalucía (piano), Sinfonía “El Perchel” (orquesta), Sonata para violín y piano, Oratorio Jesús del Gran Poder (con texto de los hermanos Álvarez Quintero), La Plaza de España (pasodoble para la inauguración de la misma en la Exposición Iberoamericana de Sevilla de 1929) y Rapsodia Americana para el mismo evento. En 2019 Francisco Javier Gutiérrez Juan, director de la Banda Municipal de Sevilla, descubrió la partitura de una composición para procesión de gloria titulada San Fernando compuesta en 1924 para la inauguración del monumento ubicado en la Plaza Nueva de Sevilla.